# Samandağ
Samandağ je město a správní středisko stejnojmenného okresu v jižním Turecku. Rozkládá se nedaleko moře poblíž státní hranice se Sýrií v provincii Hatay. Nejbližší velké město je Hatay (Antakya). Samandağ byl založen asi roku 300 př. n. l. Ve městě žije přibližně 45 000 obyvatel, v okrese celkem asi 130 000.